# Fionn Bheinn
Der Fionn Bheinn ist ein als Munro und Marilyn eingestufter, 933 m (3.061 ft) hoher Berg in den schottischen Highlands. Sein gälischer Name kann in etwa mit Bleichfarbener Berg oder Weißer Berg übersetzt werden. Er zählt zur Berggruppe der Fannichs, gut 50 Kilometer nordwestlich von Inverness und liegt nördlich der kleinen Ortschaft Achnasheen. 
Als einziger Munro der Fannichs liegt der Fionn Bheinn südlich von Loch Fannich und damit ohne Verbindung zur Hauptkette der Fannichs auf der Nordseite des Sees. Sein breites Massiv fällt nach fast allen Seiten überwiegend sanft mit Gras- und Heideflächen ab. Ausnahmen sind die Südwestseite mit etwas steileren Grashängen sowie die Nordseite, die durch zwei parallele Corries mit felsdurchsetzten steileren Hängen geprägt ist, das Toll Mòr und das Toll Beag. Der Fionn Bheinn besitzt einen kurzen breiten Gipfelgrat, dessen höchster Punkt am westlichen Ende liegt. Nach Osten führt der Grat entlang der Abbruchkante des Toll Mòr zu einem flachen, etwa 870 m hohen namenlosen Vorgipfel, dessen Nordflanke zwischen den beiden Corries etwas sanfter abfällt und zum Toll Beag hin einen kleinen Grat bildet. Im Osten geht der Gipfelgrat in den flach abfallenden breiten Ostgrat Sàil an Thuim Bhàin über. Nach Süden am Ende eines kleinen, breite Grats vorgelagert ist die flache, etwa 720 m hohe Kuppe Creagan nan Laogh, östlich davon ist die ansonsten von Westen über Süden bis Osten weitgehend gleichmäßige Kuppe des Fionn Bhein durch das kleine Coire nan Laogh etwas eingekerbt.

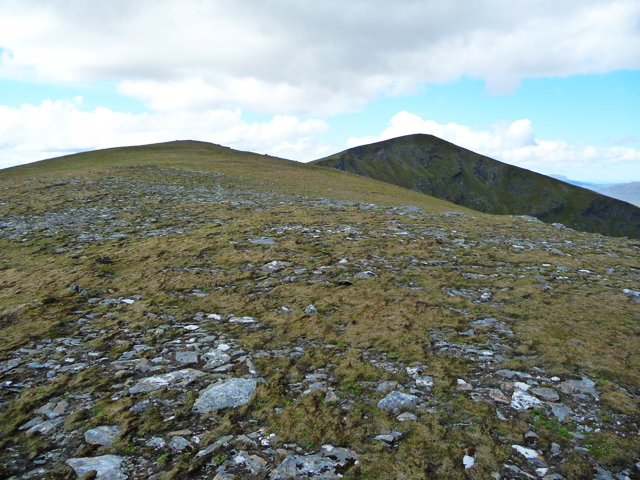
Auf dem Ostgrat des Fionn Bheinn, im Hintergrund der Gipfelbereich
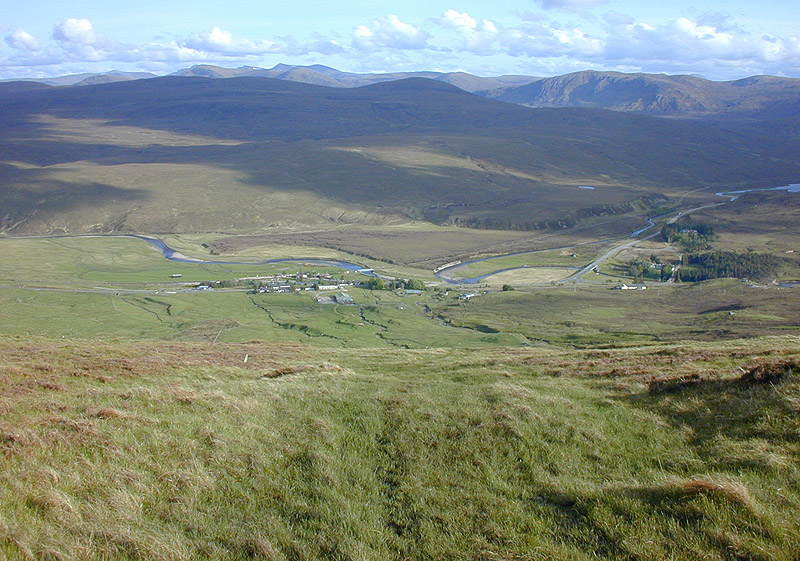
Blick vom Fionn Bheinn nach Süden, im Tal die Ortschaft Achnasheen
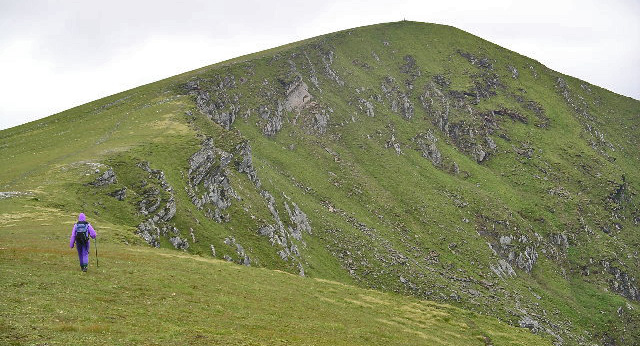
Der Gipfelbereich des Fionn Bheinn, rechts die Felsabbrüche des Toll Mòr
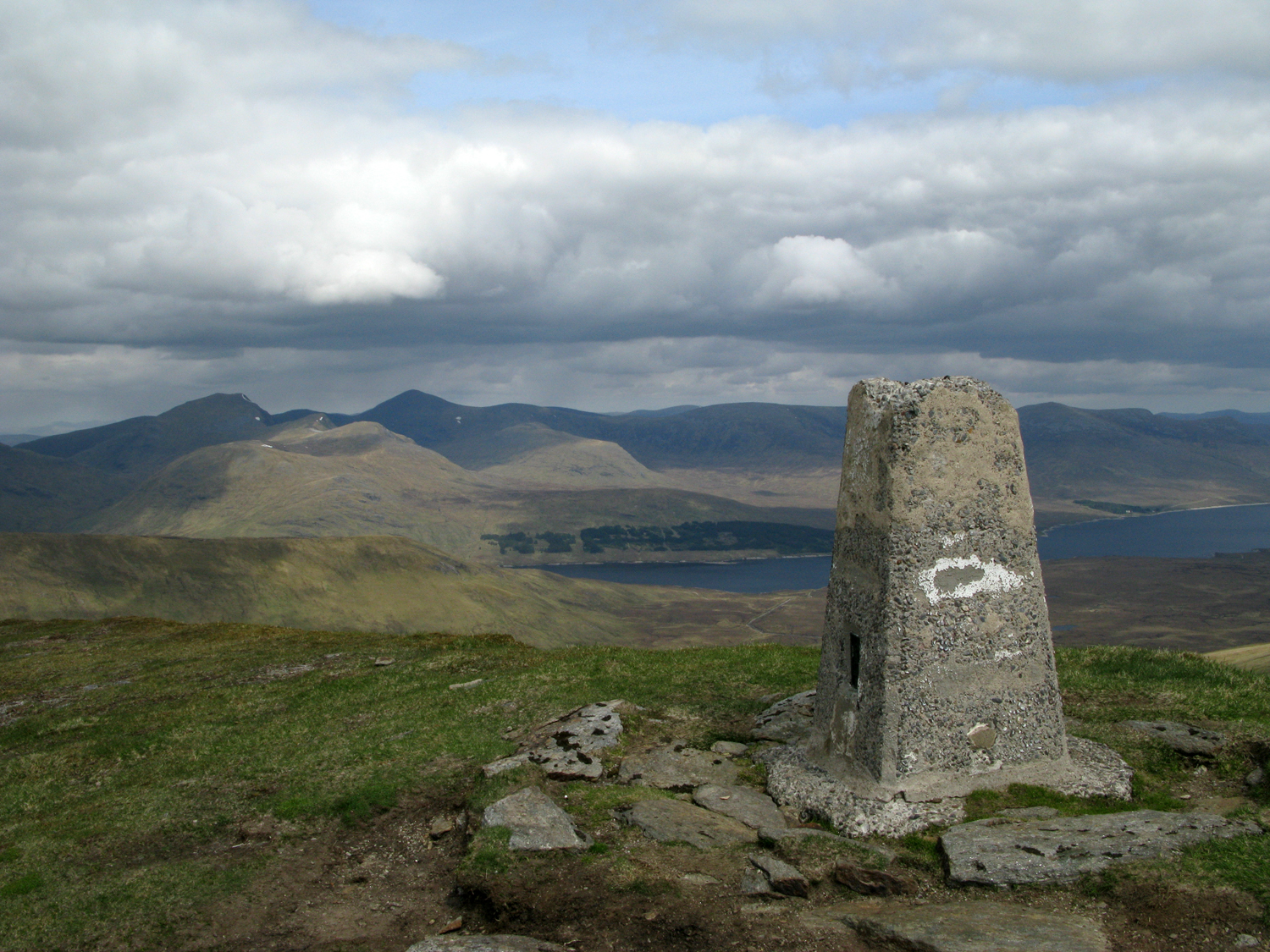
Die Trigonometrische Säule auf dem Gipfel des Fionn Bheinn, im Hintergrund Loch Fannich und die Hauptkette der Fannichs mit dem Sgùrr nan Clach Geala (ganz links) und der Pyramide des Sgùrr Mòr (links)

Durch seine isolierte Lage ist der Fionn Bheinn für Munro-Bagger ein eigenständiges Ziel ohne Kombinationsmöglichkeiten mit weiteren Gipfeln. Ausgangspunkt ist in der Regel der an der Kyle of Lochalsh Line sowie der A832 und A890 liegende Verkehrsknoten Achnasheen. Von dort gibt es mehrere Aufstiegsmöglichkeiten. Ein direkter Aufstieg führt vom Ort entlang des Allt Achadh na Sine bis unterhalb des Creagan nan Laogh und über diesen sowie den Südgrat zum Gipfel, auf dem eine Trigonometrische Säule den höchsten Punkt markiert. Weitere Aufstiegsmöglichkeiten gibt es über die Westseite und den Ostgrat entlang des Sàil an Thuim Bhàin.